# Lướt sóng cùng em
Lướt sóng cùng em (Nhật: きみと、波にのれたら Hepburn: Kimi to, Nami ni Noretara, tiếng Anh: Ride Your Wave) là một bộ phim anime tình cảm chính kịch kỳ ảo của Nhật Bản đạo diễn bởi Masaaki Yuasa, do xưởng phim Science Saru sản xuất và Toho phát hành. Yoshida Reiko tham gia viết kịch bản và Oshima Michiru soạn phần nhạc, phim có sự tham gia của Katayose Ryota và Kawaei Rina cho vai lồng tiếng.

## Nội dung
Mukaimizu Hinako –  một sinh viên đại học 19 tuổi có sở thích lướt sóng ngày qua ngày tại bãi biển gần nhà, cô chuyển đến một thị trấn để theo học đại học tại đây. Trong một lần căn hộ nơi cô sống bốc cháy do tàn dư của pháo hoa trái phép rơi xuống, Hinako đã được Hinageshi Minato cứu – một lính cứu hỏa 21 tuổi cùng đội của anh trên chiếc xe thang. Cả hai người sau đó tận hưởng một ngày lướt sóng cùng nhau, đồng thời Minato bắt đầu tập lướt sóng. Thời gian về sau, họ gặp mặt nhau nhiều hơn và trở nên thân thiết thậm chí hẹn hò. Tuy nhiên, vào một buổi sáng trời đông lạnh giá, Minato chết đuối trong nỗ lực cứu người khi lướt sóng.
Sốc trước sự ra đi của bạn trai mình, Hinako không tiếp tục lướt sóng và cố gắng tránh xa biển. Cô gặp mặt Hinageshi Yōko – em gái Minato và Kawamura Wasabi – đồng nghiệp cùng ngành của Minato, để nhận di vật của Minato. Trong một lần nhẩm bài hát mà Hinako thường hát cùng với Minato, cô phát hiện bóng dáng của anh trong nước và biết được mỗi khi hát bài hát này thì anh luôn xuất hiện, kể từ đó cô thường nói chuyện với Minato mọi nơi và hứa sẽ ở cạnh nhau, tuy nhiên đối với người ngoài không thể thấy anh.
Ngày hôm sau, Hinako đến nhà Minako để viếng anh và gặp Youkou, nhờ Youkou nhắc lại chuyện đã truyền cảm hứng cho Minato thành lính cứu hỏa rằng từ nhỏ, khi bị đuối nước anh đã được cứu bởi một cô gái. Hinako nhận ra mình là cô gái đã cứu Minato ngày xưa, cô liền tìm kiếm một công việc về cứu người và tham gia khóa huấn luyện cứu hỏa.
Youko bấy giờ là một barista tại một quán cà phê, nghe lén được cuộc nói chuyện của một nhóm ở đây rằng họ toan tính tiếp tục bắn pháo hoa trái phép tại một tòa nhà hoang, nơi có cây thông khổng lồ. Youko cùng Hinako lần theo dấu nhóm này để thu bằng chứng, khi pháo hoa bắt đầu phóng, không may khiến tòa nhà bốc cháy lẫn cây thông, lửa lan rộng khiến Youko và Hinako không thể thoát ra. Đường cùng, Hinako gọi Minato, anh tạo một lượng nước lớn dập tắt đám cháy, sau tạo thành một con sóng mà cô và Youkou lướt trên nó.
Đêm Giáng sinh, Hinako, cùng Youko và Wasabi, bấy giờ sắp thành một đôi, đi thăm tòa tháp tại Chiba, nơi Hinako từng đến cùng Minato. Giọng nói từ xa vang lên đọc lời nhắn Minato để lại nơi đây một năm về trước, khiến Hinako tràn trong nước mắt. Hôm sau, cô tiếp tục lướt sóng trên dòng biển quen thuộc.

## Nhân vật và lồng tiếng
| Tên                             | Diễn viên lồng tiếng |
| ------------------------------- | -------------------- |
| Hinageshi Minato ( 雛罌粟港)    | Katayose Ryota       |
| Mukaimizu Hinako ( 向水ひな子 ) | Kawaei Rina          |
| Hinageshi Yōko ( 雛罌粟洋子)    | Matsumoto Honoka     |
| Kawamura Wasabi ( 川村山葵')    | Ito Kentaro          |

## Sản xuất
Vào tháng 10 năm 2018, Yuaasa thông báo về bộ phim mới của ông. Lướt sóng cùng em được vị đạo diễn chọn đề tài lướt sóng làm tâm điểm cho câu chuyện, với điểm nhấn là sự đối nghịch giữa nước và lửa. Phim được sản xuất bởi xưởng phim hoạt  hình Science Saru, với Masaki Yuaasa than gia vai trò chính là đạo diễn còn Yoshida Reiko đảm nhiệm viết kịch bản và Oshima Michiru soạn phần nhạc cho phim. Kawaei Rina và giọng ca Katayose Ryota từ ban nhạc Generations from Exile Tribe tham gia vai lồng giọng vào tháng năm 2019, đây vai lồng tiếng đầu tiên của Ryota, Matsumoto Honoka và Ito Kentaro nhận vai trò tương ứng vài tháng sau.

### Âm nhạc
Ban nhạc Nhật Bản Generations from Exile Tribe sáng tác ca khúc chủ đề "Brand New Story". Vào ngày 21 tháng 6 năm 2019, video âm nhạc của ca khúc chứa cảnh mới từ phim và hình ảnh các thành viên ban nhạc dưới dạng hoạt hình, được đăng tải lên kênh YouTube của tập đoàn giải trí Avex, do Science Saru thực hiện.

## Phát hành
Năm 2019, Lướt sóng cùng em lần đầu được công chiếu tại sự kiện liên hoan phim quốc tế Annecy của Pháp vào ngày 10 tháng 6.
Lần lượt bộ phim được phát hành vào ngày 21 tháng 6 tại 229 rạp phim Nhật Bản bởi Toho, tại Việt Nam vào 26 tháng 7 bởi BHD Star Cineplex, và tại Scotland Loves Anime của vương quốc Anh vào 11 tháng 10 cùng năm.

## Đón nhận

### Doanh thu
Khởi chiếu vào ngày 21 tháng 6 năm 2019 tại Nhật Bản, Lướt sóng cùng em có doanh thu mở màn với 80 trệu yên và đứng thứ chín trong bảng xếp hạng phòng vé Nhật Bản vào ngày đầu ra rạp. Tuy nhiên lại rớt khỏi 10 vị trí đầu khi chỉ thu về 42 triệu yên vào tuần thứ hai, nâng tổng doanh thu lên 173 triệu yên lúc bấy giờ.
Tại Việt Nam khi khởi chiếu vào 26 tháng 7 năm 2019, theo số liệu từ Box Office Vietnam, trong ngày đầu bộ phim thu về 106 triệu đồng và bán ra 1,225 vé vào cửa, đứng vị trí thứ 10 trong bảng xếp hạng tuần.

### Đánh giá
Trang tổng hợp đánh giá Rotten Tomatoes chấm bộ phim điểm trung bình là 7.78/10 dựa trên 29 bài đánh giá từ 93% đánh giá tích cực của các nhà phê bình.

### Giải thưởng
| Năm  | Giải thưởng                       | Hạng mục                          | Đối tượng         | Kết quả   |
| ---- | --------------------------------- | --------------------------------- | ----------------- | --------- |
| 2019 | Liên hoan phim quốc tế Anency     | Cristal du long metrage           | Lướt sóng cùng em | Đề cử     |
| 2019 | Liên hoan phim quốc tế Thượng Hải | Phim hoạt hình hay nhất           | Lướt sóng cùng em | Đoạt giải |
| 2019 | Liên hoan phim Fantasia           | Phim hoạt hình hay nhất           | Lướt sóng cùng em | Đoạt giải |
| 2019 | Liên hoan phim Sitges             | Phim hoạt hình hay nhất           | Lướt sóng cùng em | Đoạt giải |
| 2019 | Scotland Loves Animation          | Jury Award                        | Lướt sóng cùng em | Đoạt giải |
| 2020 | Giải thưởng điện ảnh Mainichi     | Phim hoạt hình hay nhất           | Lướt sóng cùng em | Đề cử     |
| 2020 | Giải Annie lần thứ 48             | Phim hoạt hình hay nhất - Độc lập | Lướt sóng cùng em | Đề cử     |